# ۱۷۱ (قمری)
۱۷۱ (قمری)، صد و هفتاد و یکمین سال در گاهشماری هجری قمری است. اول محرم این سال برابر با بیست و ششم ژوئن سال ۷۸۷ میلادی است.